# Faenza
Faenza (latin: Faventia) är en gammal stad och kommun i den italienska provinsen Ravenna, i Romagna-delen av regionen Emilia-Romagna på en fruktbar slätt vid Zanelli-kanalens förening med Lamone, vid Apenninernas fot. Kommunen hade 58 755 invånare (2018).
Det är ett biskopssäte för stiftet Faenza-Modigliana, och har en katedral i renässansstil som uppfördes av Giuliano da Maiano vid Piazza della Libertà.
I Faenza har en sorts majolikalergods, kallad faénzamajolika, tillverkats sedan mitten av 1400-talet. I Frankrike kallades typen för faïence, "porslin från Faienze", vilket har försvenskats till fajans.
Faenza är hemort för formel-1 stallet Alpha Tauri, tidigare känt som Toro Rosso och dessförinnan Minardi.

## Kända personer från Faenza
- Evangelista Torricelli, fysiker
- Laura Pausini sångerska
- Benigno Zaccagnini, kristdemokratisk politiker